# 圣彼得修道院 (莫斯科)

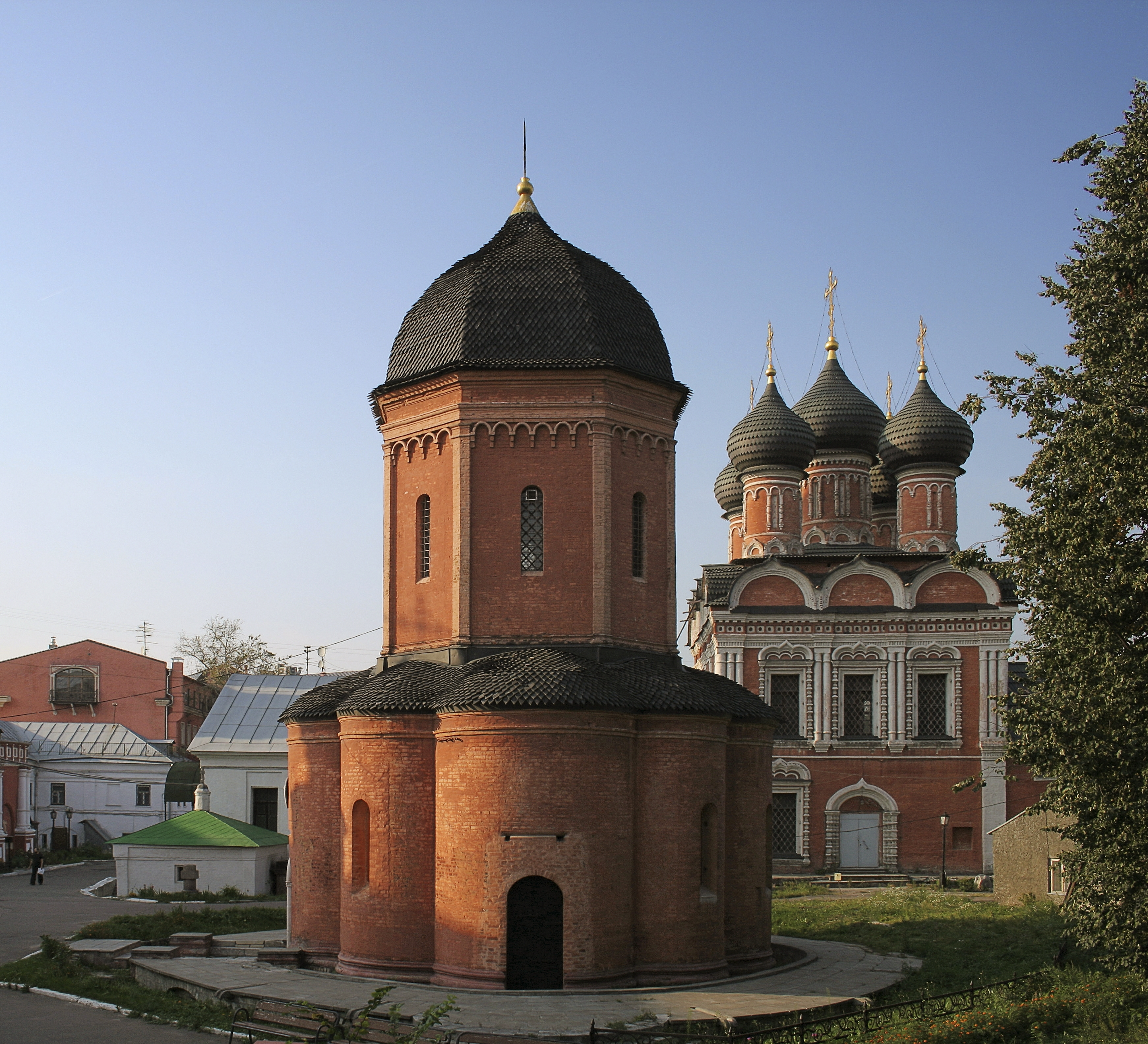

圣彼得修道院（俄语：Высокопетровский монастырь）是俄罗斯莫斯科的一个东正教修道院，位于市中心的彼得羅夫卡街。
该修道院据信修建于1320年代，第一任俄罗斯都主教莫斯科的圣彼得将主教驻地迁往莫斯科。
在17世纪末，彼得大帝的亲戚納雷什金将修道院改为其家族墓地，并将其改建为巴洛克风格。

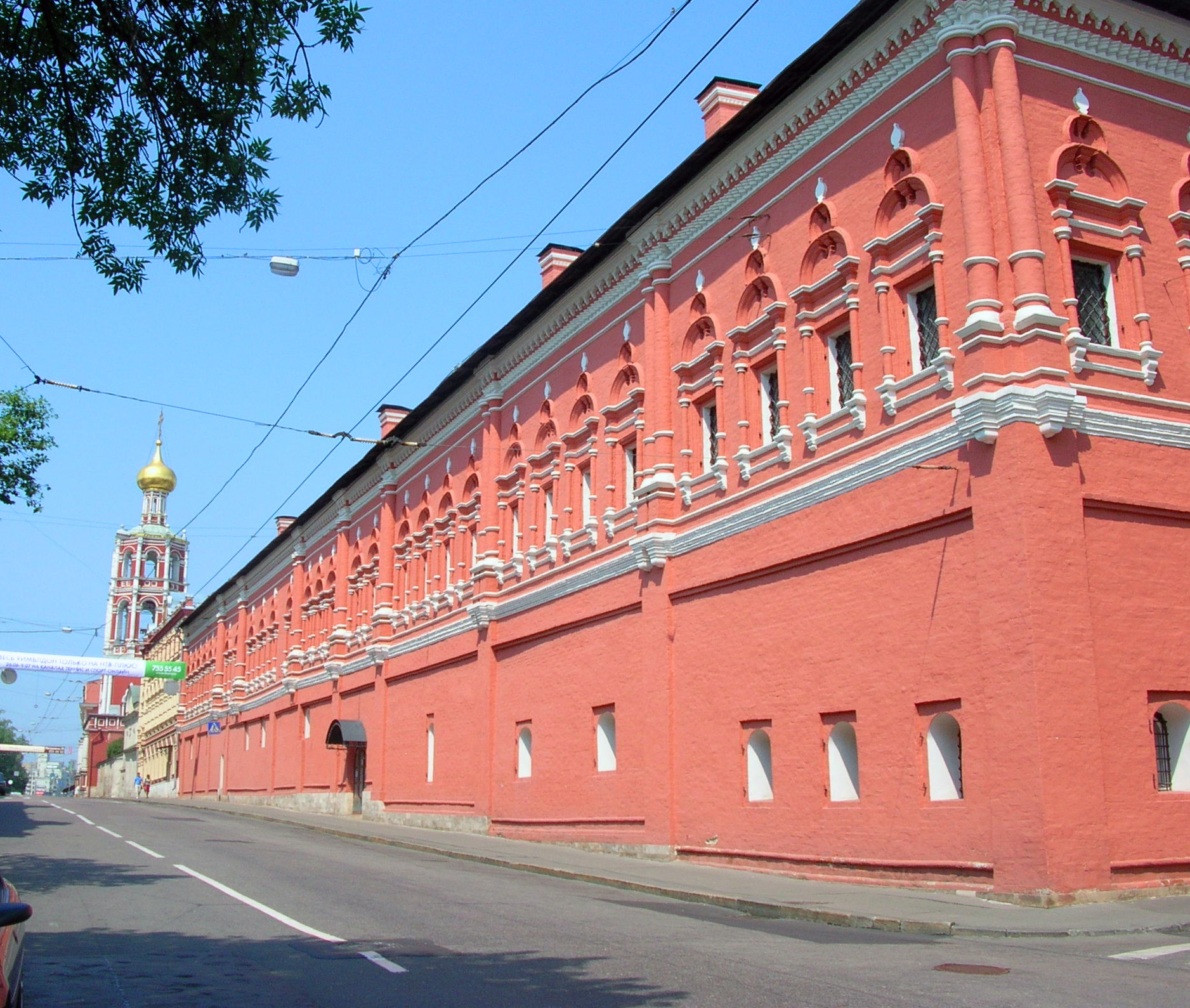

1926年，修道院被关闭。1992年部分建筑归还俄罗斯正教会。2005年，这些建筑由俄罗斯正教会和莫斯科文学博物馆共享。